# Mega Man X7
Mega Man X7 (Rockman X7 au Japon) est un jeu d'action-plates-formes développé par Capcom Production Studio 3 et édité par Capcom sur PlayStation 2 et PC (Windows). C'est le septième volet de la série dérivée Mega Man X. Le jeu est inclus dans la compilation Mega Man X Collection sortie à l'été 2018 sur PlayStation 4, Xbox One, Nintendo Switch et PC,,,,,,,.

## Trame
Mega Man X7 comporte de nouveaux personnages. Jadis membre phare du syndicat Red Alert, Axl, las de la vie de chasseur de primes, est allé renforcer les rangs des chasseurs de Mavericks, au grand dam de son chef, Red. Ce dernier est le fondateur du syndicat Red Alert. Il est à la fois le supérieur et le mentor d'Axl. Lorsque ce dernier décide de lui fausser compagnie, il met tout en œuvre pour le récupérer. Aluce est un gangster Réploïde qui a le malheur de posséder une cargaison convoité par le Red Alert. Cedar est associé et garde du corps d'Aluce. Il commet l'erreur fatale de chercher à barrer la route à Axl et Red.

## Système de jeu
Mega Man X7 est le premier et unique jeu de la série à avoir un gameplay en 3D en plus du style 2D standard.

### Mavericks
| Nom anglais        | Nom japonais        | Apparence      | Arme (X)       | Technique (Zero)                             | Arme spéciale (Axl)          | Faiblesse (X/Zero/Axl)   |
| ------------------ | ------------------- | -------------- | -------------- | -------------------------------------------- | ---------------------------- | ------------------------ |
| Flame Hyenard      | Flame Hyenard       | Hyène          | Circle Blaze   | Bakuenjin (Bursting Flame Formation)         | Circle Blaze + Double Bullet | Splash Laser/Suiretsusen |
| Vanishing Gungaroo | Vanishing Galgaroon | Kangourou      | Explosion      | Hadangeki (Rupture Wave Attack)              | Explosion + G-Launcher       | Wind Cutter/Souenbu      |
| Tornado Tonion     | Tornado Debonion    | Oignon         | Volt Tornado   | Raijinshou (Thunder God Rise)                | Volt Tornado + Ray Gun       | Gaea Shield/Gokumonken   |
| Splash Warfly      | Splash Wafly        | Poisson volant | Splash Laser   | Suiretsusen (Furious Water Flash) + D-Glaive | Splash Laser                 | Volt Tornado/Raijinshou  |
| Soldier Stonekong  | Solider Stonekong   | Gorille        | Gaea Shield    | Gokumonken (Jail Gate Sword)                 | Gaea Shield                  | Explosion/Hadangeki      |
| Wind Crowrang      | Wind Karasting      | Corbeau        | Wind Cutter    | Souenbu (Twin Swallow Dance) + V-Hanger      | Wind Cutter                  | Sniper Missile/Hieijin   |
| Snipe Anteator     | Snipe Ariquick      | Fourmilier     | Sniper Missile | Hieijin (Flying Shadow Blade)                | Sniper Missile               | Moving Wheel/Zankourin   |
| Ride Boarski       | Hellride Inobusky   | Phacochère     | Moving Wheel   | Zankourin (Slicing Light Wheel)              | Moving Wheel                 | Circle Blaze/Bakuenjin   |